# Hans Landerhusen
Hans Landerhusen (* 16. Februar 1594 in Hamburg; † 11. Mai 1653 ebenda) war ein deutscher Offizier und Hamburger Oberalter.

## Leben
Landerhusen betätigte sich als Hamburger Bürger in verschiedenen Ehrenämtern. Im Jahr 1624 wurde er an die Bier- und später an die Vieh- und Weinaccise gewählt. 1627 wurde er Bürgercapitain der 7. Kompanie im Regiment Sankt Jacobi der Hamburger Bürgerwache. 1632 wurde er zum Juraten und 1633 in die Deputation der Sechsziger gewählt. Diese Deputation von 60 Bürgern schloss mit dem Senat den Rezess von 1633 ab. Dieser Rezess beinhaltete den Rateid, ein höheres Honorar für die Senatoren und ein verändertes Verfahren der Ratswahl. 1637 wurde Landerhusen Colonellherr und damit Chef der Bürgerwache im Kirchspiel Sankt Jacobi. Am 31. Juli 1638 schloss er als Deputationsmitglied einen Vertrag mit den, als Glaubensflüchtlinge nach Hamburg eingewanderten, Niederländern ab. Am 16. August 1638 wurde Landerhusen zum Kriegskommissar gewählt.
Am 22. März 1641 wurde er, als Nachfolger von Matthäus Sillem (1568–1641), zum Oberalten im Kirchspiel Sankt Jacobi gewählt. Im selben Jahr wurde er Leichnamsgeschworener, 1642 Vorsteher der Sankt Gertruden-Kapelle und 1643 Präses des Kollegiums der Oberalten. Nach seinem Tod folgte Jürgen Schrötteringk (1615–1667) ihm als Oberalter im Amt nach.

## Familie
1619 heiratete Landerhusen Anna Hambrock (1590–1646). Das Ehepaar stiftete gemeinsam mit den Geschwistern Hambrock und deren Ehepartner im Jahr 1621 die Bilder an der Orgelempore in der Sankt Johannis-Kirche in Curslack. Der Sohn, Christoph Hans Landerhusen, heiratete 1654 Margaretha Wichmann (1626–1655), Tochter des Oberalten Hinrich Wichmann (1590–1652) und war von 1668 bis 1682, wie bereits sein Vater, Bürgercapitain der 7. Kompanie im Regiment Sankt Jacobi.